# Будівля колишнього духовного училища (Гомель)
Будівля колишнього духовного училища (біл. Будынак былога духоўнага вучылішча) — пам'ятка архітектури XVIII — XIX століть, розташована в центральній частині Гомеля за адресою: вул. Білецького, 11. Об'єкт внесено до Державного списку історико-культурних цінностей Республіки Білорусь.

## Історія
Двоповерхову будівлю в стилі класицизму на вулиці Мільйонній Гомеля (нині — вулиця Білецького) було побудовано в 1799—1819 роках за проектом архітектора Джона Кларка як палац графа Румянцева.
У 1880 році тут розмістилася міська духовна семінарія, заснована ще в другій половині XVIII століття. До 1910 року в училищі нараховувалося 9 вчителів і 142 учні, з яких більшу частину становили діти духовенства. Після Жовтневої революції новою владою країни викладання богослов'я було скасовано. Однак, у зв'язку з тим, що в цей час місто було окуповане німецькими військами, Гомельське духовне училище продовжувало функціонувати. Наприкінці лютого 1919 року радянська влада в місті була відновлена, духовне училище припинило свою діяльність, а приміщення передали Відділу народної освіти.
З 1919 по 1920 роки в будівлі розташовувалися 23-ті Мінські Радянські піхотні курси, слухачі яких навесні 1920 року брали участь в обороні міста від польських інтервентів. Про це свідчить встановлена в 1962 році на фасаді пам'ятна табличка.
На даний час в будівлі функціонує одині з корпусів Гомельського державного медичного університету.

## Архітектура
Спочатку двоповерхова дерев'яна будівля складалася з трьох частин, виставлених в один ряд: головного корпусу і двох з'єднаних з ним галереями флігелів. У корпусі, прямокутному за плануванням, на першому поверсі розташовувалися 2 парадних зали, на другому — житлові кімнати. Головний фасад був виділений ризалітом з 6-колонним портиком доричного ордена і прикрашений балконом і невеликим аттиком. Вікна першого поверху були оформлені напівкруглими нішами.
У другій половині XIX століття будівлю перебудували. Вона стала кам'яною, за переплануванням — П-подібної форми, внутрішнє планування було змінене на коридорне. Центр основного корпусу на головному і дворовому фасадах виділили ризалітами. Головний фасад декорований рельєфом, сандриками і розділений горизонтально на дві частини. Вхід до будинку має козирок на двох стовпах і аттик.

## Галерея

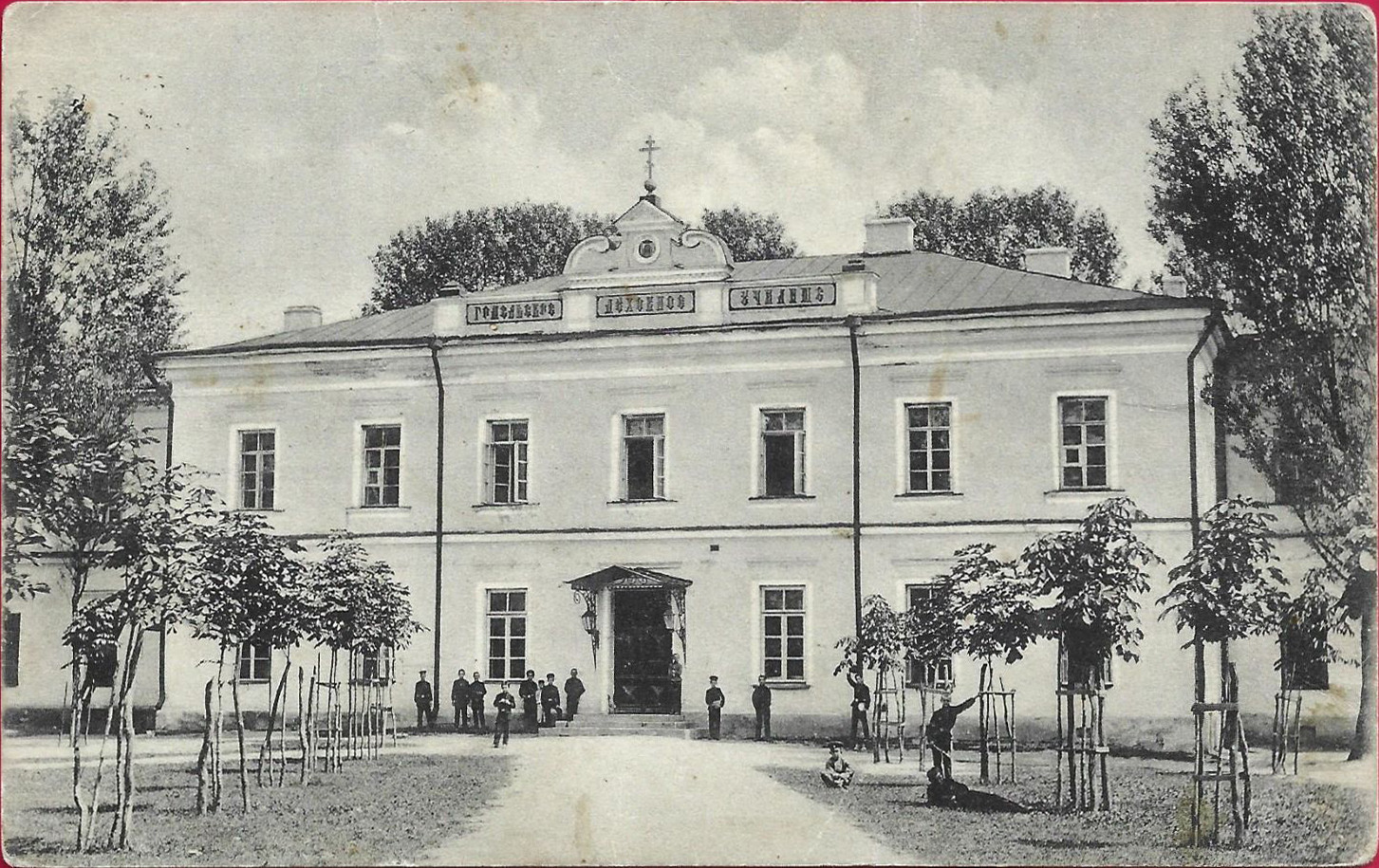
Головний корпус. Фото 1911 року
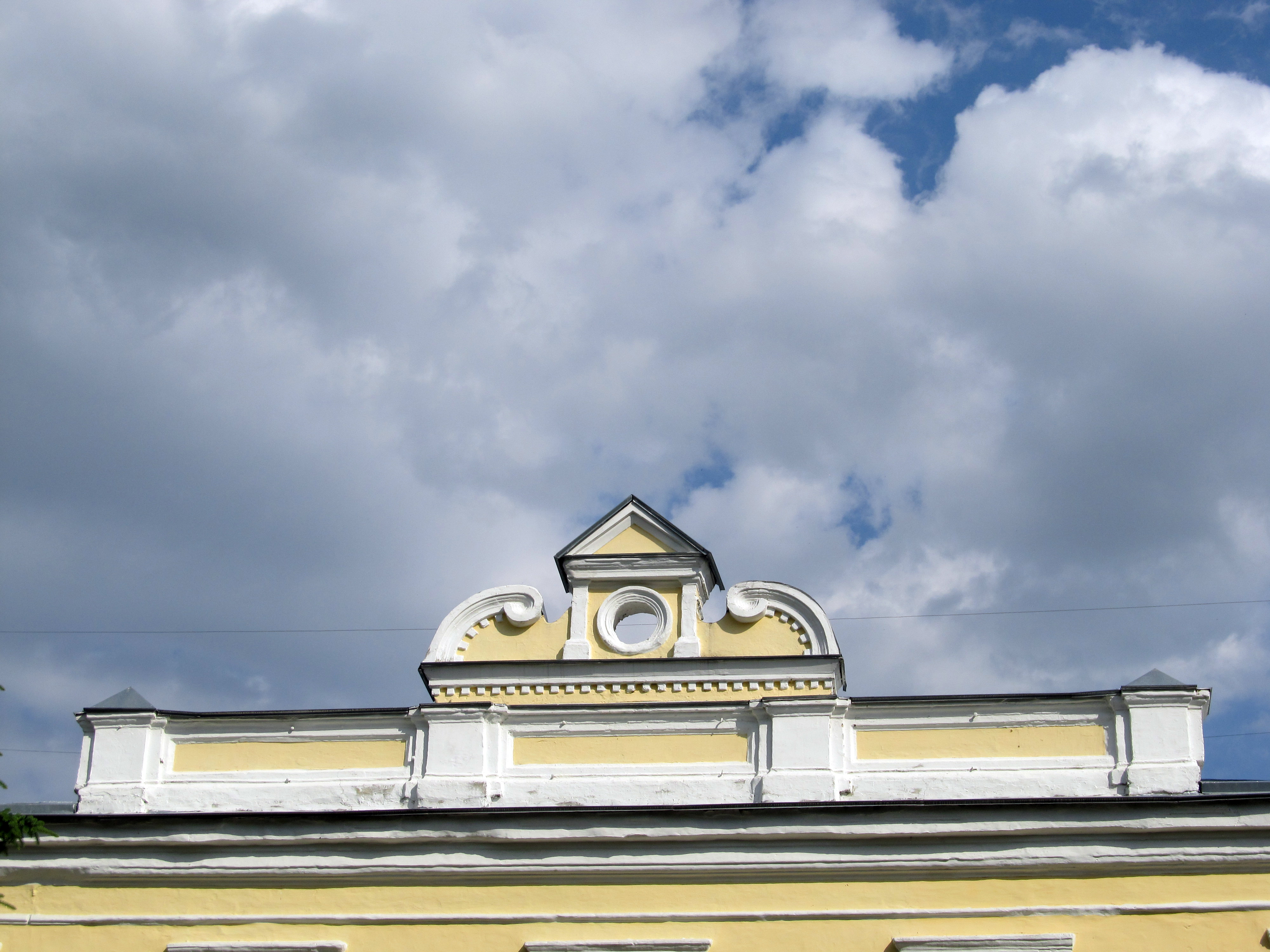
Аттик головного корпусу
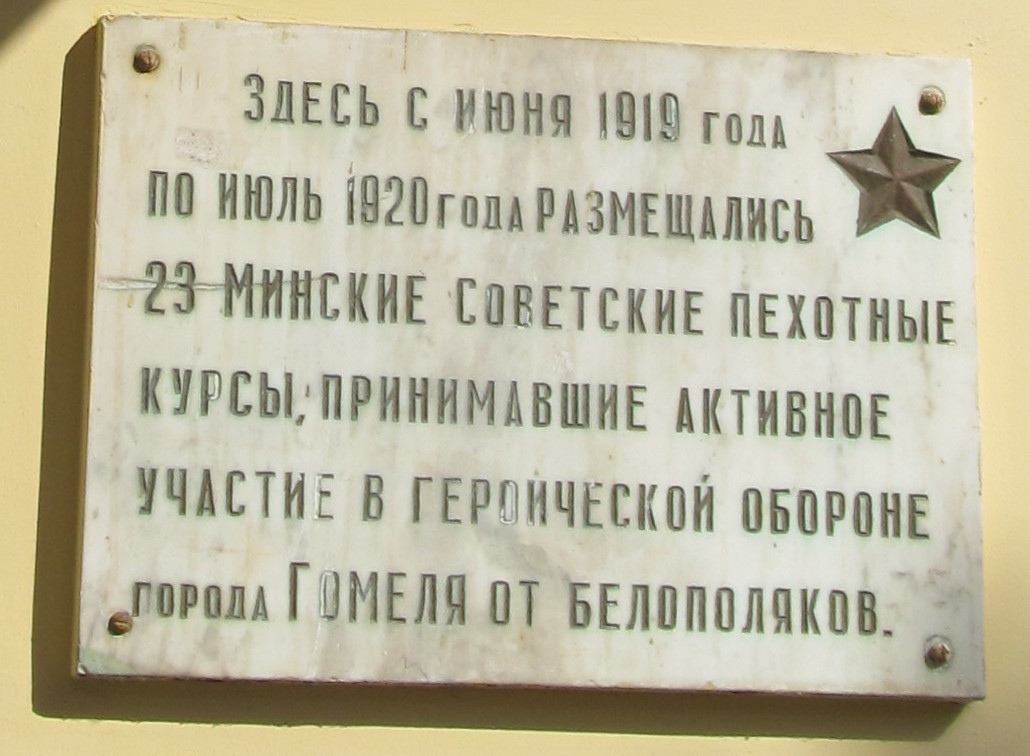
Пам'ятна табличка про курсантів, які брали участь в обороні Гомеля
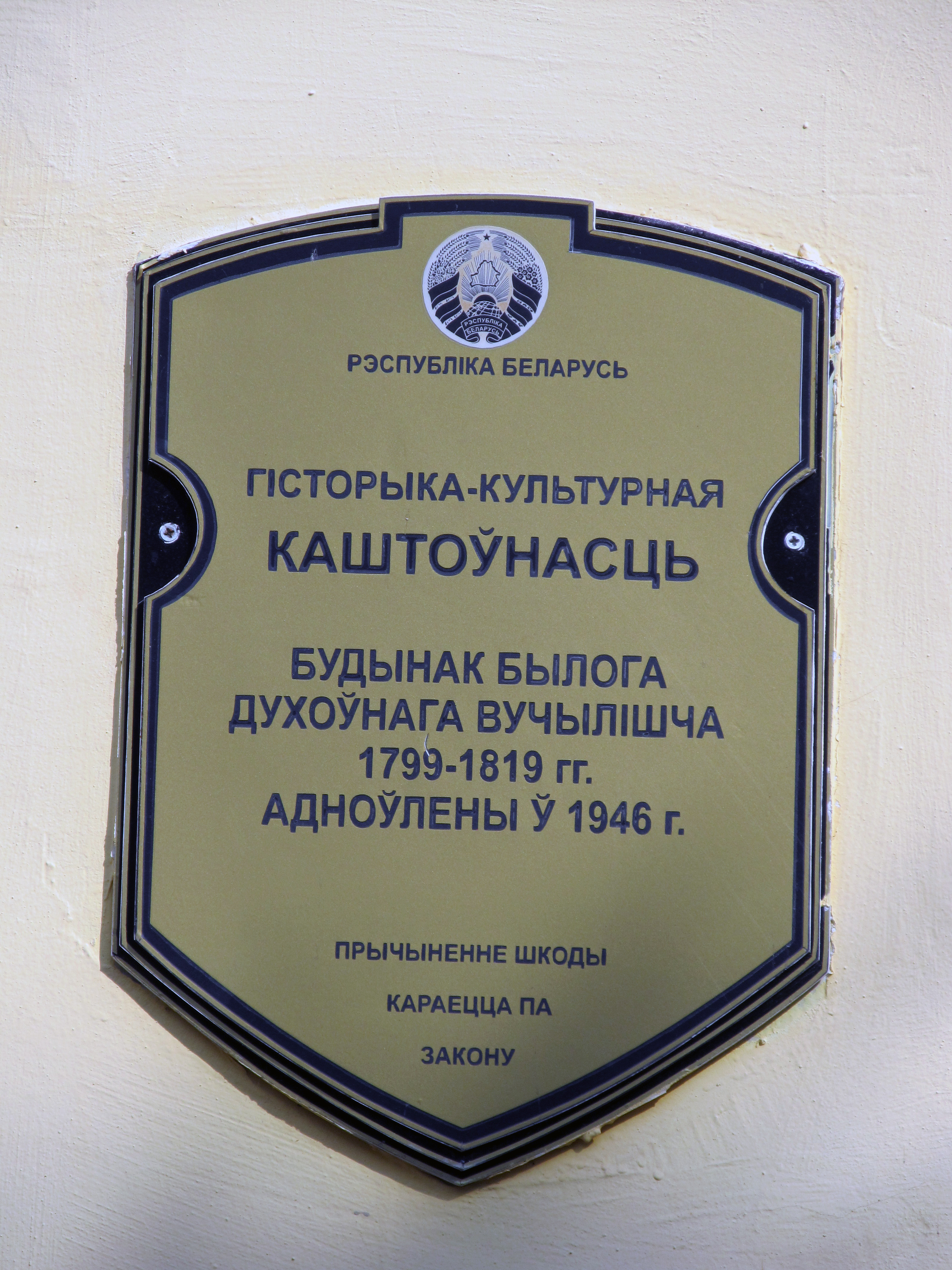
Табличка про визнання будівлі історико-культурною цінністю Білорусії